# Abdullah Sameer
Abdullah Arkan Sameer Sameer (ar. عبدالله اركان سمير سمير;ur. 30 stycznia 2000) – iracki zapaśnik walczący w stylu wolnym. 
Zajął jedenaste miejsce na mistrzostwach Azji w 2025. Czwarty na igrzyskach panarabskich w 2023. Złoty medalista mistrzostw arabskich w 2023 i 2024; brązowy w 2022 roku.